# Todabhim
Todabhim là một thành phố và khu đô thị của quận Karauli thuộc bang Rajasthan, Ấn Độ.

## Nhân khẩu
Theo điều tra dân số năm 2001 của Ấn Độ, Todabhim có dân số 20.845 người. Phái nam chiếm 53% tổng số dân và phái nữ chiếm 47%. Todabhim có tỷ lệ 56% biết đọc biết viết, thấp hơn tỷ lệ trung bình toàn quốc là 59,5%: tỷ lệ cho phái nam là 71%, và tỷ lệ cho phái nữ là 40%. Tại Todabhim, 19% dân số nhỏ hơn 6 tuổi.